# Saint-Julien-la-Genête
Saint-Julien-la-Genête település Franciaországban, Creuse megyében. Lakosainak száma 218 fő (2022. január 1.). Saint-Julien-la-Genête Évaux-les-Bains, Fontanières, Reterre és Sannat községekkel határos.

## Népesség
A település népessége az elmúlt években az alábbi módon változott:
| Lakosok száma | 262  | 186  | 211  | 234  | 236  | 232  | 223  | 219  | 219  | 218  |
|               | 1968 | 1982 | 1990 | 2006 | 2013 | 2015 | 2017 | 2019 | 2020 | 2022 |